# NGC 7376
NGC 7376 ist eine Balken-Spiralgalaxie vom Hubble-Typ SBb im Sternbild Pegasus am Nordsternhimmel. Sie ist schätzungsweise 383 Millionen Lichtjahre von der Milchstraße entfernt und hat einen Durchmesser von etwa 65.000 Lj.
Im selben Himmelsareal befinden sich u. a. die Galaxien NGC 7360, NGC 7367, NGC 7373.
Das Objekt wurde am 29. August 1864 von Albert Marth entdeckt.